# 대한민국 국토해양부
국토해양부(國土海洋部, Ministry of Land, Transport and Maritime Affairs)는 육로와 항공 운송 및 국토의 종합 개발 계획 수립과 조정, 도시와 도로 항만 주택 건설, 국토 및 수자원의 보전과 이용 개발 및 개조, 해양자원개발 및 해양과학기술 진흥, 해운업 육성 및 항만의 건설 운영, 해양환경 보전 및 연안관리에 관한 사무를 관장하는 대한민국의 옛 중앙행정기관이다. 2008년 2월 29일 건설교통부와 해양수산부를 통합하여 발족하였으며 2013년 3월 23일 국토교통부와 해양수산부로 개편되면서 폐지되었다.

## 설치 근거 및 소관 업무
- 정부조직법 [법률 제8852호, 2008.02.29 전부개정] 제37조[1]
- 국토해양부와 그 소속기관 직제 [대통령령 제20722호, 2008.02.29 제정] 제3조[2]

## 연혁
- 2008년 2월 29일 - 건설교통부를 폐지하고 국토해양부를 신설.
- 2013년 3월 23일 - 국토해양부를 폐지하고 국토교통부를 신설. 해양 업무는 해양수산부로 이관.

## 조직
| - 4대강살리기추진본부 - 감사관 - 감사담당관 - 감찰팀 - 건설산업과 - 건설수자원정책실 - 건설안전과 - 건설인력기재과 - 건설정책과 - 건설정책관 - 건축기획과 - 건축문화팀 - 고객만족센터 - 공공기관지방이전추진단 - 공공주택건설추진단 - 교통정책관 - 교통정책실 | - 국립해양생물자원관건립추진기획단 - 국제협력담당관 - 국토정보기획과 - 국토정보산업지원과 - 국토정보센터 - 국토정보정책관 - 국토정보제도과 - 국토정책과 - 국토정책국 - 규제개혁법무담당관 - 기술기준과 - 기술안전정책관 - 기술정책과 - 기업복합도시과 - 기획담당관 - 기획조정실 - 남북협력팀 | - 도로정책관 - 도시규제정비팀 - 도시재생과 - 도시정책과 - 도시정책관 - 도시환경과 - 동서남해안권발전기획단 - 물류정책관 - 물류항만실 - 부동산산업과 - 부동산평가과 - 비상계획관 - 산업단지개발지원센터 - 산업입지정책과 - 수도권정책과 - 수자원개발과 - 수자원정책과 | - 수자원정책관 - 시설안전과 - 신도시개발과 - 연구개발담당관 - 용산공원조성추진기획단 - 운영지원과 - 운하지원팀 - 재정담당관 - 정보화담당관 - 정책기획관 - 주거복지기획과 - 주택건설과 - 주택기금과 - 주택시장제도과 - 주택정비과 - 주택정책과 - 주택정책관 - 주택토지실 | - 지역발전지원과 - 지역정책과 - 창의혁신담당관 - 철도정책관 - 택지개발과 - 토지정책과 - 토지정책관 - 하천계획과 - 하천운영과 - 항공철도국 - 항만건설정책관 - 해사안전정책관 - 해양정책국 - 해양환경정책관 - 해외건설과 - 해운정책관 - 허베이스피리트호유류오염사고피해보상지원단 - 홍보담당관 |

### 외청
- 해양경찰청
- 행정중심복합도시건설청

## 역대 장·차관

### 국토해양부 장관
| 정부        | 대수 | 이름           | 임기                             | 출신지    | 출신학교 | 비고 |
| ----------- | ---- | -------------- | -------------------------------- | --------- | -------- | --- |
| 이명박 정부 | 초대 | 정종환(鄭鍾煥) | 2008년 2월 29일 ~ 2011년 6월 1일 | 충남 청양 | 고려대   | 건설교통부 국토계획국장·수송정책실장&철도청장&한국철도시설공단 이사장&충남발전연구원장&제주도국제자유도시개발센터 이사장 |
| 이명박 정부 | 2대  | 권도엽(權度燁) | 2011년 6월 2일 ~ 2013년 3월 11일 | 경북 의성 | 서울대   | 건설교통부 국토정책국장·주택국장·정책홍보관리실장·차관보&국토해양부 제1차관&한국도로공사 사장                            |

### 국토해양부 차관

#### 국토해양부 제1차관
| 정부        | 대수 | 이름           | 임기                              | 출신지    | 출신학교 | 비고                                                                                       |
| ----------- | ---- | -------------- | --------------------------------- | --------- | -------- | ------------------------------------------------------------------------------------------ |
| 이명박 정부 | 초대 | 권도엽(權度燁) | 2008년 3월 3일 ~ 2010년 8월 16일  | 경북 의성 | 서울대   | 건설교통부 국토정책국장·주택국장·정책홍보관리실장·차관보&국토해양부 장관&한국도로공사 사장 |
| 이명박 정부 | 2대  | 정창수(鄭昌洙) | 2010년 8월 16일 ~ 2011년 5월 17일 | 강원 강릉 | 서울대   | 건설교통부 주택도시국장·주택국장&국토해양부 기획조정실장                                   |
| 이명박 정부 | 3대  | 한만희(韓晩喜) | 2011년 5월 18일 ~ 2013년 3월 13일 | 충남 청양 | 연세대   | 국토해양부 국토정책국장·국민임대주택건설지원단장·주택토지실장&행정중심복합도시건설청장     |

#### 국토해양부 제2차관
| 정부        | 대수 | 이름           | 임기                              | 출신지                     | 출신학교 | 비고 |
| ----------- | ---- | -------------- | --------------------------------- | -------------------------- | -------- | --- |
| 이명박 정부 | 초대 | 이재균(李在均) | 2008년 3월 3일 ~ 2009년 1월 20일  | 경남 부산 (현 경남과 분리) | 연세대   | 마산·부산지방해양수산청장&해양수산부 해운물류국장·정책홍보관리실장&제19대 국회의원&해외건설협회장                 |
| 이명박 정부 | 2대  | 최장현(崔壯賢) | 2009년 1월 20일 ~ 2010년 8월 16일 | 전남 광주 (현 전남과 분리) | 고려대   | 여수지방해양수산청장&해양수산부 해운물류국장·어업자원국장·차관보&중앙해양안전심판원장&한국컨테이너부두공단 이사장 |
| 이명박 정부 | 3대  | 김희국(金熙國) | 2010년 8월 16일 ~ 2012년 1월 8일  | 경북 의성                  | 경북대   | 부산지방국토관리청장&제19대 국회의원                                                                              |
| 이명박 정부 | 4대  | 주성호(朱成晧) | 2012년 1월 8일 ~ 2013년 3월 13일  | 경남 부산 (현 경남과 분리) | 부산대   | 부산·울산지방해양항만청장&국토해양부 물류항만실장&중앙해양안전심판원장                                            |

## 사건·사고 및 논란

### 연찬회 비리
국토해양부 직원들이 연찬회 과정에서 부적절한 행위를 저지른 사실이 국무총리실 공직복무관리관실에 의해 적발된 것으로 알려졌다. 정부 관계자는 "국토부가 2011년 3월 제주도에서 연찬회를 열었으나 연찬회 취지와 달리 일부 직원들이 렌터카를 사적으로 사용하고 교육 장소를 비웠으며 여러명이 어울려 밥을 얻어먹고 술판을 벌였다는 제보가 있었다"고 전했다. 또 연찬회를 위해 부스를 설치하는 과정에서 업자들이 비용을 부담한 사례도 있는 것으로 알려졌다.
공직복무관리관실은 이런 사실을 적발, 국토부 직원 6명 등 10여명에 대해 사실 관계를 확인해 징계 여부를 검토하라고 2011년 5월 국토부 감사관실에 통보한 것으로 전해졌다.